# Hraunfossar

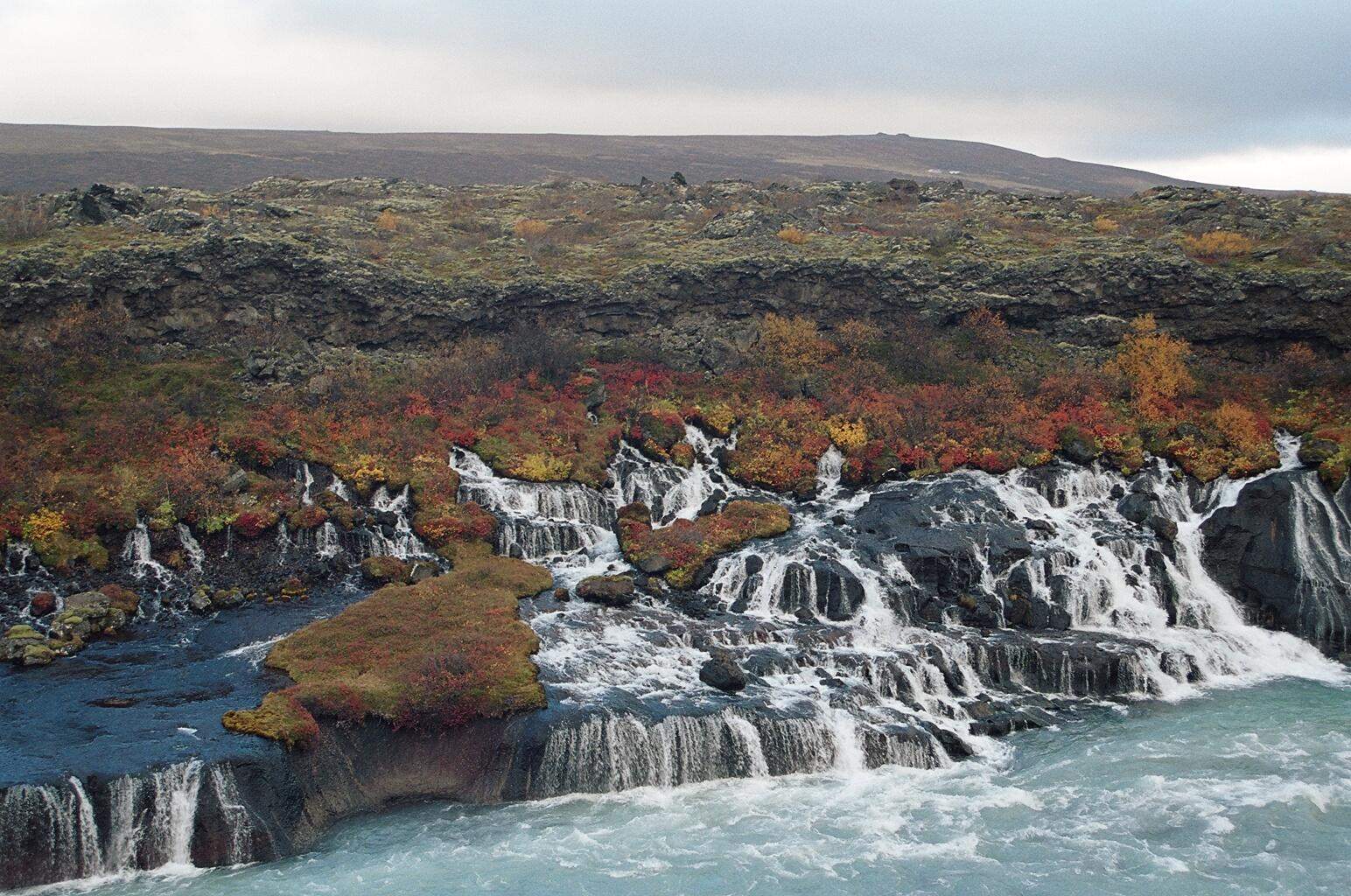
Cascada de Hraunfossar

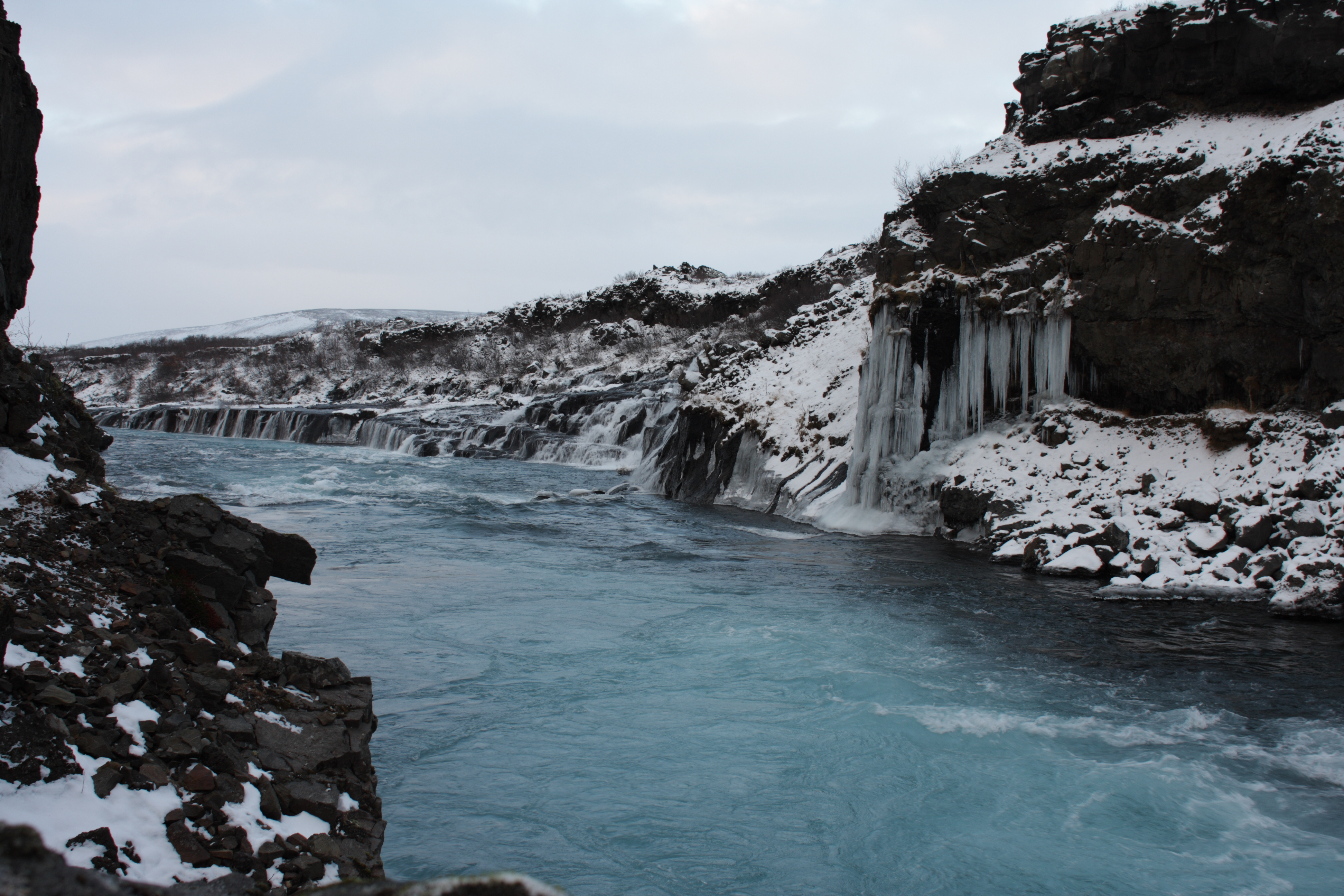
Hraunfossar tot nevat

Hraunfossar és una sèrie de cascades formades per rierols de transmissió que es troben a Borgarfjörður, a l'oest d'Islàndia, a uns 900 metres de Hallmundarhraun, un camp de lava que va sorgir de l'erupció d'un dels volcans que es troben sota la glacera Langjökull. Les caigudes d'aigua s'aboquen al riu Hvítá des de les capes de roca menys poroses de lava. Hraun prové de la paraula islandesa per a 'lava'.
Just a sobre de Hraunfossar, hi ha una altra cascada anomenada Barnafoss. Hraunfossar i Barnafoss es troben a prop de Húsafell i Reykholt. La cova de lava Víðgelmir també n'és a la vora.